# Battle Stadium D.O.N
Battle Stadium D.O.N (バトルスタジアムＤＯＮ?) è un videogioco picchiaduro pubblicato solo in Giappone sviluppato per PlayStation 2 e GameCube,  con i personaggi dei popolari anime e manga delle serie Dragon Ball Z, One Piece e Naruto, infatti esse formano l'acronimo D.O.N. Questo videogioco ha ricevuto un punteggio di 28/40 da Famitsu Weekly.

## Modalità di gioco
Simile alla serie Super Smash Bros., i personaggi si muovono in arene visualizzate di lato, tipo platform 2D; queste ultime hanno un certo livello di interattività in maniera similare al gioco Power Stone; perciò i giocatori, per vincere, devono combattere gli avversari cercando di sfruttare i power up che appaiono durante la partita e sfruttare le particolarità dell'arena in cui si trovano. A differenza degli altri picchiaduro, D.O.N utilizza un indicatore di livello combinato della salute, ovvero, più diminuisce la salute di un giocatore, e più aumenta la salute degli altri giocatori. Quindi, il giocatore per vincere un combattimento, deve far scendere completamente l'indicatore agli avversari. Questo incide sulla durata di uno scontro, ma per evitare che la partita si prolunghi all'infinito, è possibile anche impostare la durata dello scontro tramite un timer a tempo. I personaggi possono utilizzare i loro tipici attacchi speciali (es.: Goku la Kamehameha e Naruto la tecnica del richiamo), inoltre quando si eseguono gli attacchi speciali, i personaggi si trasformano in una seconda forma (es.: Naruto quando esegue il Rasengan si trasforma nella volpe a nove code, e Goku quando esegue la Sfera Genkidama si trasforma in Super Saiyan). Infine, alcuni personaggi si possono trasformare senza utilizzare un attacco (es.: Kakashi può utilizzare lo Sharingan e Rufy può utilizzare il secondo livello del Gear).

### Missioni
La modalità partita singola, il giocatore deve vincere cinque battaglie, 2 o 3 dei quali sono missioni con obiettivi scelti in modo casuale. Tuttavia, a seconda della difficoltà scelta dal giocatore, la quantità delle missioni, sono indicati da facile (con poche missioni), fino a difficile (con molte missioni).Se le missioni vengono soddisfatte, il giocatore viene premiato con monete metalliche, che possono essere utilizzati per la slot machine, disponibile alla fine del combattimento. La slot machine serve per sbloccare gli oggetti speciali. Invece, ci sono anche altri oggetti che si possono acquisire, per aiutare i personaggi durante la battaglia.

### Multigiocatore
Nella versione PlayStation 2, se si sceglie la modalità multigiocatore, è possibile giocare fino a quattro giocatori (con multitap).
Nella versione GameCube, se si sceglie la modalità multigiocatore, è possibile giocare fino a quattro giocatori (senza bisogno di nessun accessorio aggiuntivo).

## Personaggi disponibili
| Dragon Ball Z | One Piece | Naruto |
| --- | --- | --- |
| - Son Goku [Super Saiyan] (Sfera Genkidama; Super sfera Genkidama) - Son Gohan (ragazzo) [Super Saiyan] (Kamehameha) - Vegeta [Super Saiyan] (Lampo finale) - Piccolo (Granata Infernale) | - Monkey D. Rufy [Gear Second] (Gum-Gum big bubble) - Roronoa Zoro (Tecnica della spada, Colpo a due) - Sanji (serie di calci a rallentatore con il Mutton Shot) - Tony Tony Chopper (Kokutei Croce) | - Naruto Uzumaki [Nove Code] (Rasengan) - Sasuke Uchiha [Segno Maledetto] (Mille Falchi) - Sakura Haruno (Assalto Interiore) - Kakashi Hatake [Sharingan] (Taglio del Fulmine) |
| Personaggi da sbloccare | | |
| - Trunks "Futuro Alternativo" [Super Saiyan] (Squarcio luminoso) - Freezer (Sfera Letale) - Cell (Kamehameha Solare) - Majin Bu (Raggio al cioccolato)                                    | - Nami (Tornado Gentile) - Usop (Martello Polverizzante) | - Rock Lee [Apertura della Quinta Porta] (Loto Nascosto) - Gaara (Funerale del Deserto)                                                                                        |
| Arene di gioco | | |
| - Città - Pianeta Namecc - Stanza dello Spirito e del Tempo - Arena Torneo Mondiale di Arti Marziali (Arena Torneo Tenkaichi)                                                             | - Going Merry - Baratie - Giant Jack - Zona manga/videogames (Arena originale) | - Villaggio della Foglia - Foresta della Morte - Valle dell'Epilogo |